# Jiří Marvan
Jiří Marvan (ur. 28 stycznia 1936 w Pradze, zm. 13 kwietnia 2016) – czeski językoznawca, specjalista od języków słowiańskich i bałtyckich.

## Życiorys
Ukończył slawistykę i bohemistykę na Wydziale Filozoficznym Uniwersytetu Karola. W latach 1963–1967 wykładał język czeski na uczelniach w Upssali i Sztokholmie. Następnie pracował na Portland State University (1968–1969), Uniwersytecie Kalifornijskim w Davis i Santa Barbara (1969–1972) i Uniwersytecie Stanu Pensylwania (1972–1973). Od 1973 był związany z Monash University, gdzie objął katedrę języka rosyjskiego (później przekształconą w katedrę slawistyki). Po powrocie do kraju wykładał na Uniwersytecie Karola i innych uczelniach czeskich.
W latach 1994–1997 pełnił funkcję ambasadora Republiki Czeskiej w Grecji.
Władał dwunastoma językami słowiańskimi. W trakcie swojej działalności naukowej poświęcił szczególną uwagę zanikającym językom słowiańskim o najsłabszej pozycji historycznej.
Odznaczony Złotym Krzyżem Zasługi (Polska) oraz Orderem Wielkiego Księcia Giedymina (Litwa). Członek Australian Academy of the Humanities.

## Wybrane publikacje[1]
Publikacje książkowe
- Modern Lithuanian Declension: A Study of Its Infrastructure (University of Michigan, 1978),
- Prehistoric Slavic Contraction (Pennsylvania State University Press, 1979)
- Piwnicznosłowjanśkyj kontekst ukrajinśkoji słowozminy (Knyha, 1983)
- České stupňování (Sagner, 1986)